# آندرو باتلر
آندرو باتلر (به انگلیسی: Andrew Pickens Butler) سناتور سابق عضو حزب دموکرات ایالات متحده آمریکا بود. وی در سال ۱۸۴۶ تا ۱۸۵۷ میلادی سناتور ایالت کارولینای جنوبی در سنای ایالات متحده آمریکا بود.